# 1906 في النرويج
فيما يلي قوائم الأحداث التي وقعت خلال عام 1906 في النرويج.

## سياسة

### تعيين في المنصب
- 1 يناير – أبراهام تيودور بيرغه عضو برلمان النرويج  [لغات أخرى]‏،Minister of Finance of Norway ‏.
- 1 يناير – ألفرد إريكسن عضو برلمان النرويج  [لغات أخرى]‏.
- 1 يناير – أوتو صبا عضو برلمان النرويج  [لغات أخرى]‏.
- 1 يناير – اينار وانغ نائب عضو برلمان النرويج  [لغات أخرى]‏.
- 1 يناير – إيفار آفاتسمارك عضو برلمان النرويج  [لغات أخرى]‏.
- 1 يناير – غونار كنودسن عضو برلمان النرويج  [لغات أخرى]‏.
- 1 يناير – كورنيليوس برنهارد هانسن عضو برلمان النرويج  [لغات أخرى]‏.
- 1 يناير – ماغنوس هالفورسن عضو برلمان النرويج  [لغات أخرى]‏.
- 1 يناير – هارالد بيترسن نائب عضو برلمان النرويج  [لغات أخرى]‏.
- 1 يناير – هانس جاكوب هورست عضو برلمان النرويج  [لغات أخرى]‏.
- 1 يناير – يوليوس كريستنسن نائب عضو برلمان النرويج  [لغات أخرى]‏.
- 1 يناير – يوهان لودفيغ موفينكل عضو برلمان النرويج  [لغات أخرى]‏.
- 1 يناير – يوليوس كريستنسن نائب عضو برلمان النرويج  [لغات أخرى]‏.

### انتهاء فترة المنصب
- 1 يناير – أبراهام تيودور بيرغه عضو برلمان النرويج  [لغات أخرى]‏.
- 1 يناير – ألفرد إريكسن عضو برلمان النرويج  [لغات أخرى]‏.
- 1 يناير – أندرياس بيرغ عضو برلمان النرويج  [لغات أخرى]‏.
- 1 يناير – بيدير هانسن نائب عضو برلمان النرويج  [لغات أخرى]‏.
- 1 يناير – فرانسيس هاغروب عضو برلمان النرويج  [لغات أخرى]‏.
- 1 يناير – كريستيان ميكلسن عضو برلمان النرويج  [لغات أخرى]‏،Minister of Finance of Norway ‏.
- 1 يناير – كلاوس هانسن نائب عضو برلمان النرويج  [لغات أخرى]‏.
- 1 يناير – كورنيليوس برنهارد هانسن عضو برلمان النرويج  [لغات أخرى]‏.
- 1 يناير – ماغنوس هالفورسن عضو برلمان النرويج  [لغات أخرى]‏.
- 1 يناير – ينس كارل بيتر براندت عضو برلمان النرويج  [لغات أخرى]‏.
- 1 يناير – يوهان لودفيغ موفينكل mayor of Bergen ‏.

## رياضة
- 1 يناير – كأس النرويج 1906 الفائز نادي أود.

## مواليد

### مايو
- 15 مايو – ألف أندرسن طائر تزلج نرويجي.

### أغسطس
- 24 أغسطس – أوتو بيرغ

### أكتوبر
- 9 أكتوبر – رولف هانسن منافِس أوليمبي نرويجي.

### نوفمبر
- 1 نوفمبر – سفيري ديك هينركسن

### أبريل
- 1 أبريل – يوهانس ستين (مواليد 1827) سياسي نرويجي.
- 6 أبريل – ألكسندر كيلاند (مواليد 1849) كاتب نرويجي.

### مايو
- 23 مايو – هنريك إبسن (مواليد 1828) كاتب ومسرحي نرويجي.

### يونيو
- 6 يونيو – كاثرين داهل (مواليد 1855)

### سبتمبر
- 4 سبتمبر – والتر دال (مواليد 1839) سياسي نرويجي.
- 13 سبتمبر – كريستيان كريستي (مواليد 1832) مهندس معماري نرويجي.